# Méallet
Méallet (okzitanisch Mialet) ist eine französische Gemeinde mit 154 Einwohnern (Stand 1. Januar 2022) im Département Cantal in der Region Auvergne-Rhône-Alpes (vor 2016 Auvergne). Sie gehört zum Kanton Riom-ès-Montagnes (bis 2015 Mauriac) und zum Arrondissement Mauriac. Die Einwohner werden Méalletois genannt.

## Lage
Méallet liegt etwa vierzig Kilometer nördlich von Aurillac.
Nachbargemeinden sind Bassignac im Norden, Sauvat im Norden und Nordosten, Auzers im Osten und Nordosten, Moussages im Osten und Südosten, Anglards-de-Salers im Süden, Le Vigean im Südwesten sowie Jaleyrac im Westen.

## Bevölkerungsentwicklung
| Jahr                       | 1962 | 1968 | 1975 | 1982 | 1990 | 1999 | 2006 | 2011 | 2016 |
| -------------------------- | ---- | ---- | ---- | ---- | ---- | ---- | ---- | ---- | ---- |
| Einwohner                  | 435  | 379  | 304  | 248  | 185  | 173  | 175  | 166  | 173  |
| Quellen: Cassini und INSEE |      |      |      |      |      |      |      |      |      |

## Sehenswürdigkeiten
- Kirche Saint-Georges aus dem 12. Jahrhundert, seit 1970 Monument historique
- Schloss Montbrun, seit 1998 Monument historique

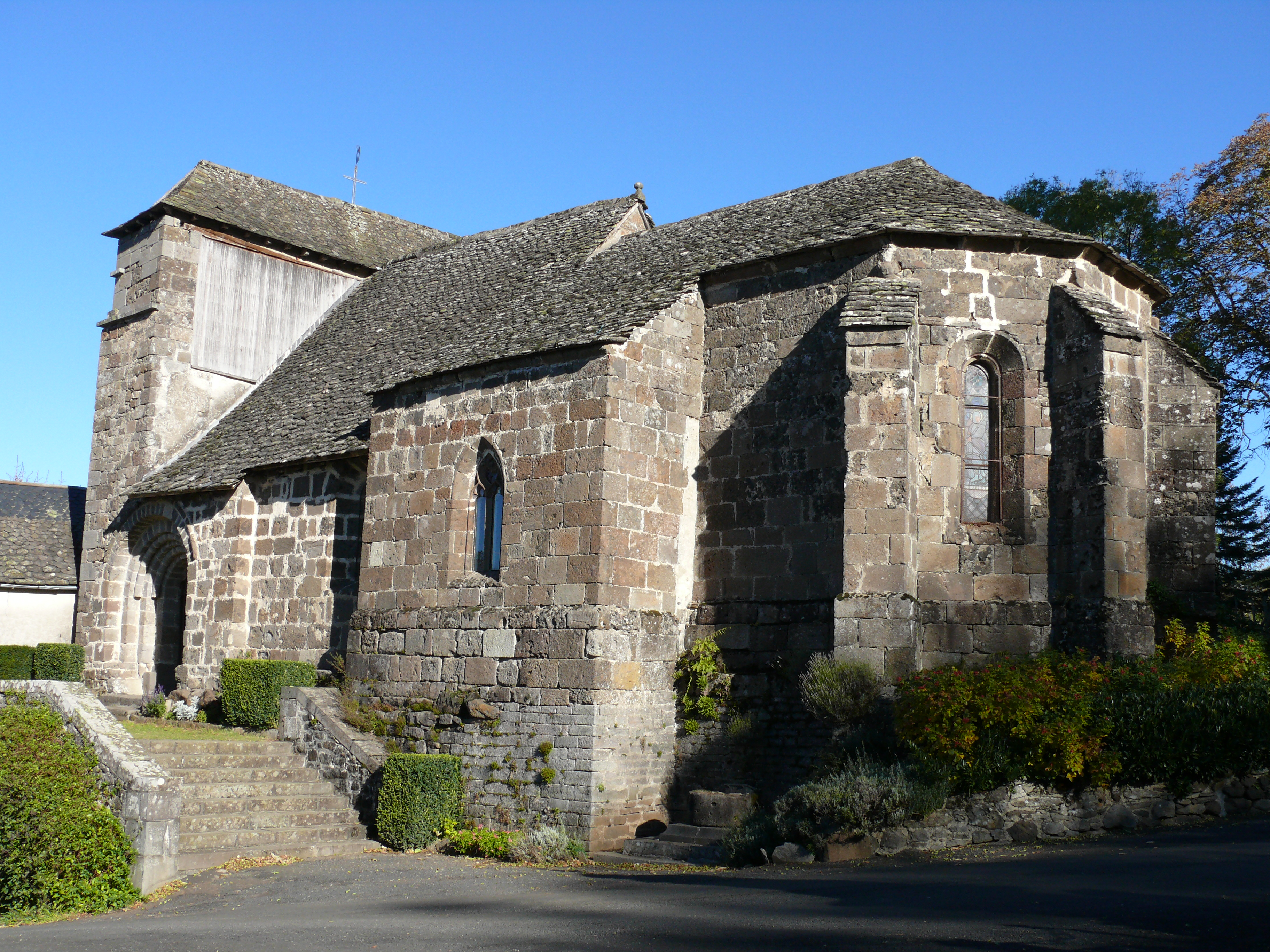
Kirche Saint-Georges

- Schlossruine Courdes